# Сивцев, Иван Николаевич
Иван Николаевич Сивцев (8 марта 1958 — 11 октября 2024) — советский и российский спортсмен и тренер по вольной борьбе; Мастер спорта СССР, Заслуженный тренер Республики Саха (Якутия) и Заслуженный тренер России. Лауреат спорта XX века Республики Саха (Якутия), Почётный гражданин Усть-Алданского и Горного улусов.

## Биография
Родился 8 марта 1958 года в селении Бейдинга Ольтехского наслега Усть-Алданского района Якутской АССР в семье, где росло десять детей.
После восьмого класса уехал в Чурапчу в знаменитую спортивную школу-интернат, где занимался борьбой у заслуженного тренера Якутской АССР, РСФСР и СССР Д. П. Коркина. В 1981 году окончил Киргизский государственный институт физической культуры в городе Фрунзе (ныне Бишкек).
В 1983—1984 годах Сивцев работал тренером ШВСМ при Борогонской ДЮСШ. В 1984 году он был приглашен на должность старшего тренера Училища олимпийского резерва. В 1997 году назначен старшим тренером сборной команды Республики Саха (Якутия). В 2002—2004 годах был ответственным тренером сборной команды России в весовой категории до 55 кг. В 2002—2009 годах — главный тренер сборной Республики Саха (Якутия) по вольной борьбе.
За период тренерской деятельности И. Н. Сивцев подготовил свыше пятидесяти мастеров спорта и шесть мастеров спорта международного класса. Лучшие из его воспитанников — Степан Сивцев (двукратный серебряный призёр чемпионата РСФСР), Егор Охлопков (мастер спорта международного класса), Иван Пантилов (мастер спорта международного класса), Александр Контоев (призёр чемпионата мира), Прокопий Петров (чемпион России), Антон Иванов (призер чемпионата России), а также призёры чемпионата Азии — Семён Семёнов и Айаал Лазарев, Михаил Захаров (участник чемпионата мира) и другие борцы вольного стиля.
Работал тренером-преподавателем вольной борьбы Школы высшего спортивного мастерства в Якутске.
Умер после тяжёлой болезни 11 октября 2024 года.